# Edelweiß (1917)
Edelweiß ist ein deutsches Stummfilmdrama aus dem Jahre 1917 von Friedrich Zelnik.

## Handlung
Erich von der Gade, ein Landedelmann, liest eines Tages auf der Straße eine kleine Edelweißverkäuferin namens Martha auf und bringt sie zu sich, in sein hochherrschaftliches Heim. Da die Kleine sonst niemanden mehr hat und sich Gade dem Mädchen verbunden fühlt, bittet er seinen Onkel und seine Cousine Jutta, sich um ihre Erziehung zu kümmern. Er selbst ist dazu derzeit nicht imstande, denn Erich ist dabei, demnächst eine Weltreise anzutreten. Eigentlich ist es der Wunsch des Onkels, dass sich Erich mit Jutta verlobt, doch er selbst hegt kein Interesse an seiner Cousine. Nicht zuletzt deshalb, begibt sich von der Gade auf eine einjährige Reise, die ihn nach Indien führen wird.
Wieder zurück, ist aus dem strubbeligen Straßengör Martha eine hübsche, feine, junge Dame geworden, auf die Erich, so muss Jutta mit anwachsendem Missfallen feststellen, ein Auge geworfen hat. Jutta möchte das neue Paar unbedingt auseinanderbringen und fädelt daher eine Intrige ein. Ein junger Siamese, ein „Mitbringsel“ Erichs aus Fernost, erweist sich als Retter in der Not: er durchschaut Juttas Machenschaften und macht überdies Erich zu seinem Geschäftspartner. Dadurch ist der Adelige auch ökonomisch imstande, Martha endlich um ihre Hand zu bitten.

## Produktionsnotizen
Edelweiß entstand in der zweiten Jahreshälfte 1917 und besaß vier Akte, verteilt auf 1231 bzw. 1268 Metern Länge. Der Film passierte die Zensur im Dezember 1917, die Uraufführung erfolgte im selben Monat in den Kammerlichtspielen am Potsdamer Platz.

## Kritik
„Die ansprechende, stellenweise sehr wirkungsvolle Handlung führt, durch manche Pointe verziert, zu einem glücklichen Schluß. (…) Besonderes Lob verdient außer Lisa Weise, die von entzückender Mädchenhaftigkeit war, noch der Darsteller des siamesischen Freundes, der mit fein nuanciertem Spiel eine ausgezeichnete Wirkung erzielte. Die Photographie des Films ist vorzüglich.“